# Ivo Králík
Ivo Králík (19. června 1960 – 28. června 2019) byl český fotbalista, který nastupoval v obraně a záloze.

## Fotbalová kariéra
Byl odchovanec oddílu TJ Počenice - Tetětice. V československé lize hrál za Vítkovice a ZVL Považská Bystrica. Získal ligový titul v roce 1986 s Vítkovicemi. V lize odehrál 135 utkání a dal 7 gólů.

## Ligová bilance
| Ročník                                   | Zápasy | Góly | Minuty | Klub                  |
| ---------------------------------------- | ------ | ---- | ------ | --------------------- |
| 1. československá fotbalová liga 1982/83 | 7      | 0    | 320    | TJ Vítkovice          |
| 1. československá fotbalová liga 1983/84 | 29     | 5    | 2 440  | TJ Vítkovice          |
| 1. československá fotbalová liga 1984/85 | 19     | 0    | 1 585  | TJ Vítkovice          |
| 1. československá fotbalová liga 1985/86 | 26     | 1    | 2 187  | TJ Vítkovice          |
| 1. československá fotbalová liga 1986/87 | 1      | 0    | 90     | TJ Vítkovice          |
| 1. československá fotbalová liga 1987/88 | 6      | 0    | 484    | TJ Vítkovice          |
| 1. československá fotbalová liga 1988/89 | 22     | 1    | 1 772  | TJ Vítkovice          |
| 1. československá fotbalová liga 1989/90 | 10     | 0    | 810    | TJ Vítkovice          |
| 1. československá fotbalová liga 1989/90 | 15     | 0    | 1 350  | ZVL Považská Bystrica |
| CELKEM                                   | 135    | 7    | 11 038 |                       |